# Pilares de Terra de Awa

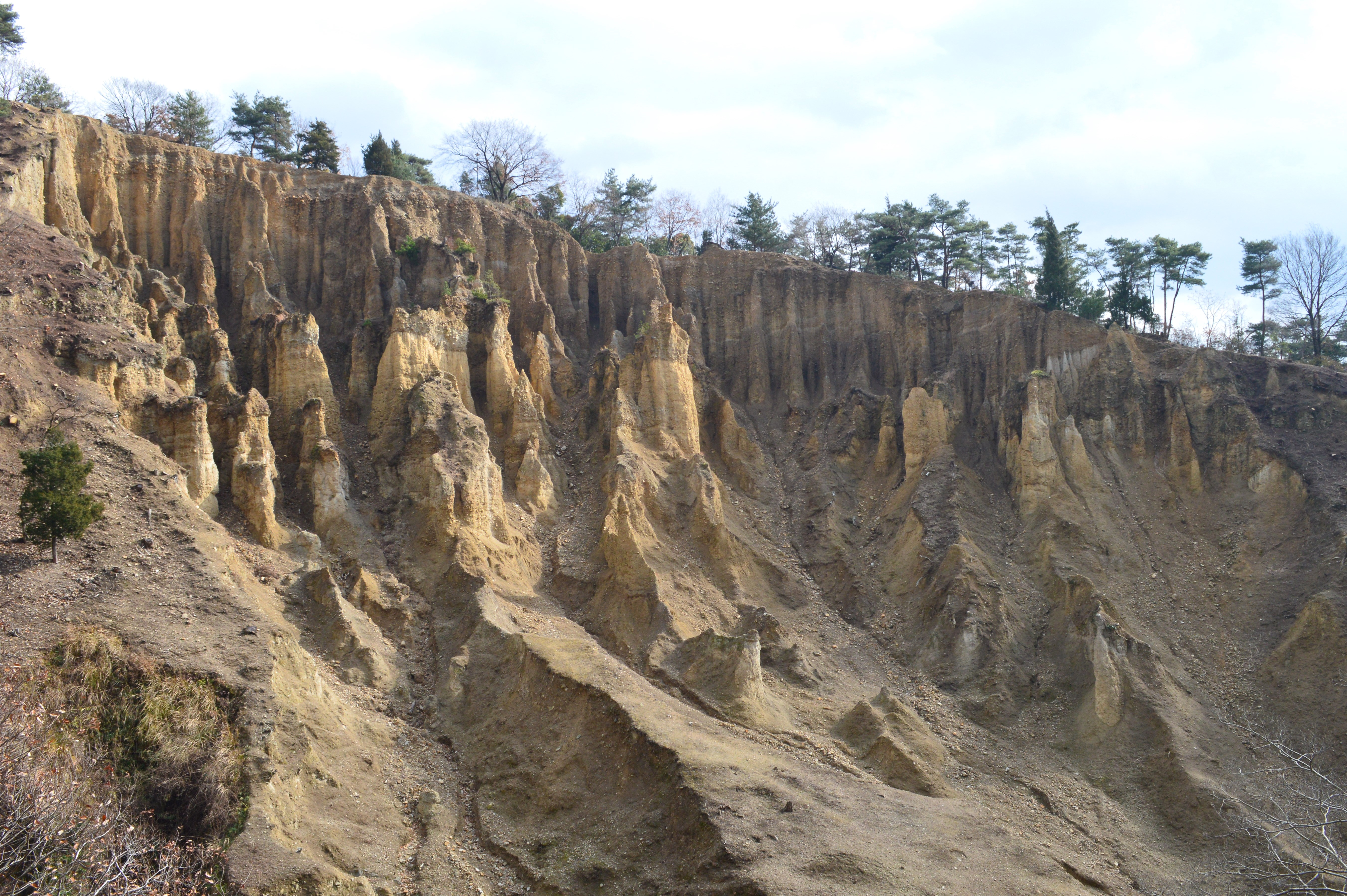
Os Pilares de Terra de Awa em Shikoku.

Os Pilares de Terra de Awa, também conhecidos como os Pilares de Areia de Awa ou Awa no Douban, são uma formação de chaminés de fada constituídas de arenito e cascalho em Awa. A formação está situada no Parque Natural da Prefeitura de Tsuchiya Takakoshi e estima-se que tenha se formado por volta de 1,2 milhões de anos atrás. Os pilares são designados como um tesouro natural do Japão.

## Descrição
Os pilares de terra vistos em Awa são chaminés de fada, finos pináculos de rocha que foram desgastados de tal maneira que assumiram uma forma incomum. Ao contrário de outras formações rochosas, as chaminés de fadas são criadas quando um tipo de rocha mais dura se forma sobre uma rocha mais macia; à medida que o vento, a chuva e outros processos naturais desgastam gradualmente a pedra, a rocha macia é desgastada mais rapidamente do que a rocha dura (que é conhecida como "cap"), criando um cone ou pilar. A erosão contínua da rocha macia faz com que a tampa se torne instável, acabando por cair e expondo o resto do pilar à erosão.
No Parque Natural da Prefeitura de Tsuchiya Takakoshi, as chaminés vistas são constituídas de camadas de cascalho antigo e areia (posteriormente formada em arenito) depositada perto do rio Yoshino, que cobria a área. O cascalho compactado depositado pelo rio é mais lento do que o arenito, criando assim as formações rochosas erráticas. Os pilares de Awa variam em tamanho e forma; alguns dos pilares menores têm dez metros de altura, enquanto o maior (chamado "Wadakuto") tem noventa metros de altura. Os Pilares em Awa são uma das três formações semelhantes no mundo, com os outros dois situados nas Montanhas Rochosas e no Tirol.
O primeiro registro da formação data de 800 d.C. Em maio de 1935, a formação recebeu o título de tesouro natural, e foi incorporado mais tarde no Parque Natural da Prefeitura de Tsuchiya Takakoshi. O local é uma das 88 Cenografias de Takeshima.